# ハリケーン・イニキ
ハリケーン・イニキ(英表記：Hurricane Iniki、イニキはハワイの方言で「強く刺すような風」)は、1992年9月にアメリカ合衆国のハワイ州およびその周辺の島々を襲い、同地域を襲ったものの中ではアメリカ観測史上最大となったハリケーン。発生要因のひとつとして、1991年から1994年にかけて発生していた強いエルニーニョ現象の影響も挙げられている。この年はこのイニキを含めて中部太平洋地域では全部で11のトロピカル・ストーム(強力な熱帯低気圧)が発生している。イニキは1992年9月11日にハワイ諸島最北端のカウアイ島に直撃、サファ・シンプソン・ハリケーン・スケールのカテゴリー4に指定された。ハワイ州をハリケーンが直撃したのは1982年のハリケーン・イワ(Hurricane Iwa)以来で、カテゴリー3以上のメジャー・ハリケーンとなると1959年のハリケーン･ダット(Hurricane Dot)以来であった。
このハリケーンによる死者は6名、被害額は18億ドル(当時レート)だった。同時にこの被害額はアメリカ本土のハリケーンやトロピカル・ストームを含めてもひときわ大きく、東太平洋地域で最も大きな被害額を出したハリケーンのひとつとしても記録に残ることとなった。また、アメリカ本土ではこの数週間前にハリケーン・アンドリューがフロリダ州を襲い、大きな経済被害を出したばかりであった。
アメリカ海洋大気庁管轄の中部太平洋ハリケーンセンター (Central Pacific Hurricane Center、略称：CPHC) は上陸の24時間前までに注意報や警報を発令することができなかった。それにも関わらず死者が6人だけだったのは奇跡に近いと言えるだろう。被害は特にカウアイ島で大きく、全壊した家屋が1,400戸、半壊した家屋は5,000戸にのぼった。また、ハリケーン自体は直撃しなかったものの、オアフ島でも高潮や暴風により少なからず被害が出ている。

## 経緯

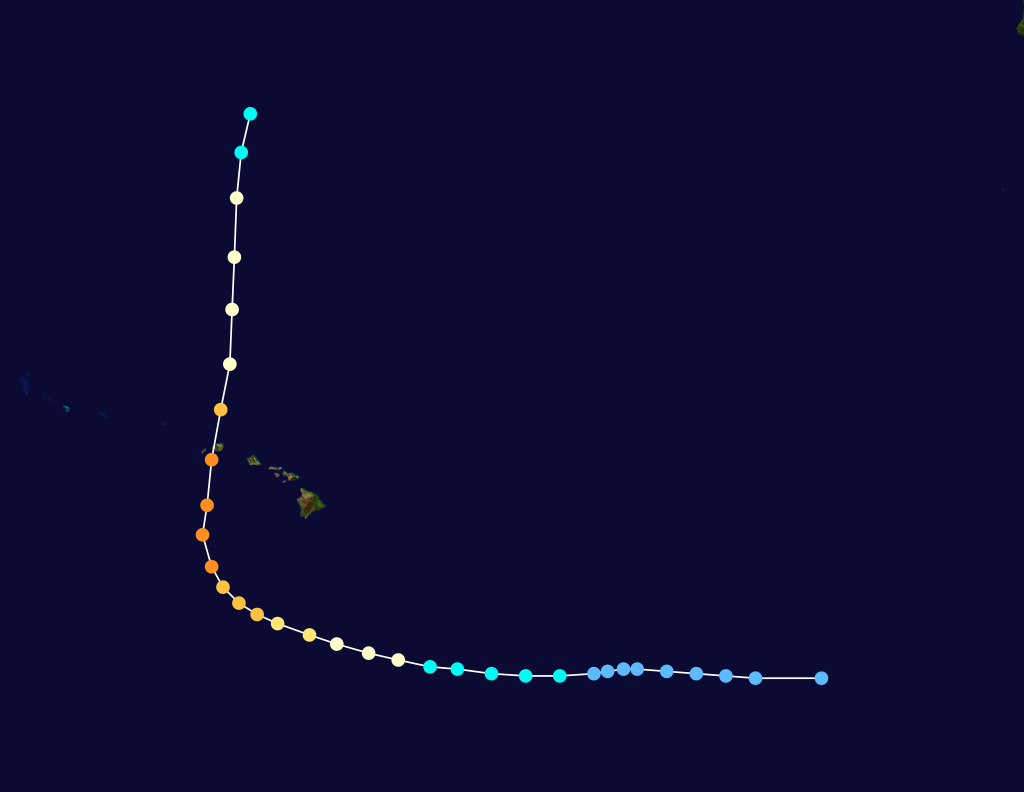
イニキの進路

ハリケーン・イニキの詳しい発生状況については未だに不明であるが、8月18日頃にアフリカ大陸沿岸で発生した熱帯波が起源とされている。この熱帯波は大西洋を西に横断して、28日には中央アメリカの太平洋側へ到達した。その後も、大気の不安定な状態と速い速度を維持しながら西に移動を続けた。 勢力が徐々に強まり、気流も低気圧性の循環を始めていたことから、9月5日に熱帯低気圧18-Eに指定され、このときの位置はメキシコ合衆国サンルーカス岬の南西2,700キロメートルからハワイ州ヒロの東南東2,500キロメートルであった。この低気圧は徐々に勢力を増しつつ西へ進み続け、8日にはトロピカル・ストームに指定された。

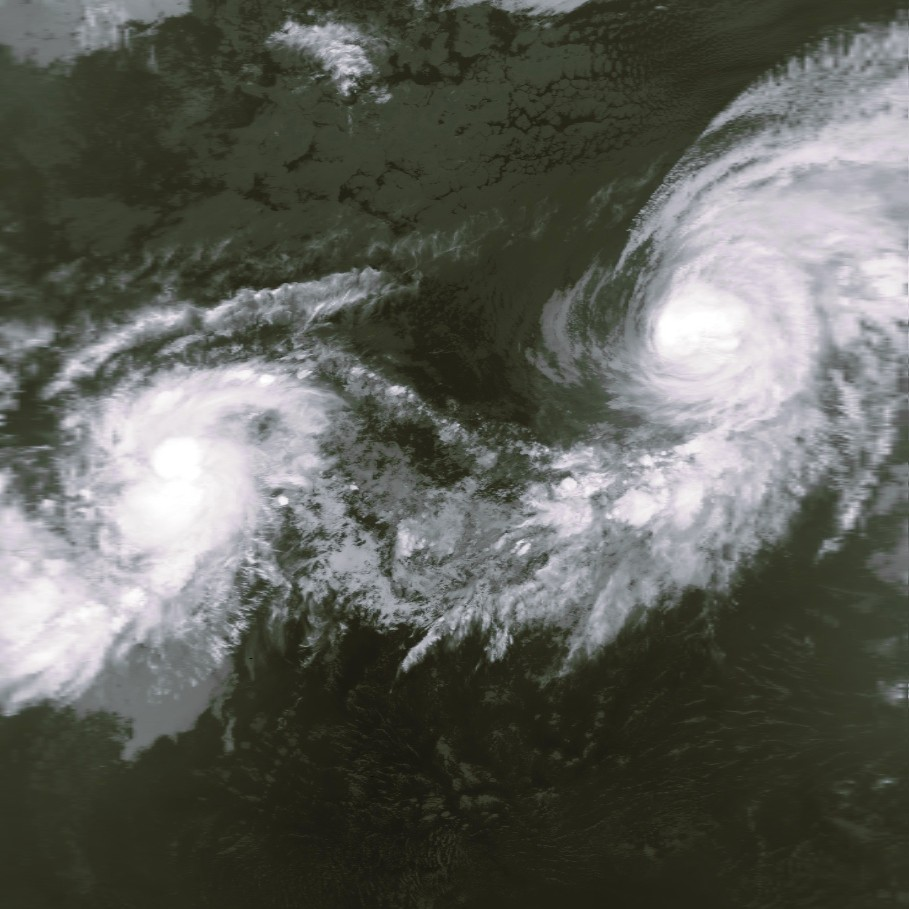
ハリケーン・オルレーン(右)に隣り合うトロピカル・ストーム(後のハリケーン・イニキ)(左)

中部太平洋地域の亜熱帯高圧帯の南に差し掛かったとき、この低気圧は異常な発達を遂げ、9月9日にヒロの南南東760キロメートル地点に到達する頃にはハリケーンの指定基準を満たすほどとなっていた。亜熱帯高圧帯の影響により、通常であればハリケーンはハワイ諸島を避ける進路を取るのが一般的だが、イニキは西進している途中で、付近にあった気圧の谷の影響を受けて進路を北西方向に変えた。ハリケーン自体による大規模運動や温められた海水により発生した上昇気流がイニキの勢力を更に強め、9月10日にハワイ諸島の南南西に差し掛かったところでメジャー・ハリケーン(カテゴリー3以上のハリケーン)となった。
イニキが北へ進路を変えた段階でも勢力は衰えるどころか更に強くなり、9月11日にカウアイ島のポイプ(Poipu)から南南西270キロメートルの地点に差し掛かったところでピークを迎え、このときの平均風速は秒速65.3メートルに達していた。カテゴリー4に指定されたイニキは、その後、進路を更に北北東へと変え、11日未明から早朝にカウアイ島の南中央部からピーク時の勢力をほぼ保ったまま同島に上陸した。アメリカ国立気象局の発表によると、この時点での最高瞬間風速は秒速77.8メートルを観測していた。最終的な最高瞬間風速はアメリカ海軍マカハリッジ(Makaha Ridge)レーダー基地で観測された秒速101.4メートルであった。地元新聞紙のホノルル・アドバタイザーによると、その驚異的な数値を観測した観測装置はあまりに強い突風のため吹き飛ばされてしまったという。カウアイ島を縦断したイニキは北北東へと遠ざかり、勢力も急激に弱体化した。熱帯低気圧としての勢力も保つことができなくなり、13日にはアラスカ州とハワイ州の中間点付近で寒冷前線に吸収される形でイニキは消滅した。

## 上陸直前
中部太平洋ハリケーンセンターは事前の情報周知に遅れを取っていた。上陸の数日前までは、中部太平洋ハリケーンセンターも報道メディアもイニキはハワイ諸島の南側を通過するだろうと予測しており、被害のほうも、せいぜい多少の高波が発生くらいだろうと思われていたのである。一部のスーパーコンピュータなどはこのときから、イニキは北上しハワイ諸島に上陸するという予測を示していたが、中部太平洋ハリケーンセンターはそれを否定した。現に、現地時間9月10日午前11時の中央太平洋ハリケーンセンターによる公式発表(CHPC Advisory #19)では、イニキは南部に留まり続けて次第に弱体化するだろうとされている。これは同日の午後6時30分に特別警戒情報が発表されるまで撤回されることはなかった。このときは既にイニキがカウアイ島に上陸するまで24時間を切っていた。そして、このときになってようやく巷でもイニキに対する警戒心が芽生え始めたのであった。 
9月11日早朝にはハリケーン注意報がカウアイ島に発令され、これは即日中に警報に格上げされた。これを受け、10年前のハリケーン･イワ(Hurricane Iwa)を経験した人々を中心に、カウアイ島の住人のうち8,000人あまりは事前に避難所へ退避した。また、観光客は避難所ではなく、島内にある2箇所の大型ホテルで嵐が去るまで待機するように命令が出された。住民はそれぞれ家族や友人の家、避難所などに避難したが、島内の学校は臨時休校しており、島の交通網も正常に機能していたこともあって、避難行動に際して特に大きな混乱は発生しなかった。
中部太平洋ハリケーンセンターは、9月11日にオアフ島にもトロピカル・ストーム警報を発令したが、こちらもカウアイ島と同様に即日ハリケーン警報に格上げされている。直撃はしないとされていたものの、イニキの強風の範囲が広かったこともあり、大事を取ってオアフ島にいる人々のうち3,0000人あまりが島内110箇所の避難所に避難した。地元の学校などが臨時の避難所として使用されたが、この臨時避難所には食料、毛布、簡易ベッド、医薬品などの生活用品の支援は行われなかった。最終的には島民の約3分の1が避難所に避難し、その他の大多数は家族や友人の家へ避難した。避難活動は最も被害を受ける危険性の高かった沿岸地区から順番に行われた。必要がある場合には緊急避難用の車両やバスを派遣し、主要な交差点には警察官が配置された。このとき主に問題となったのは、避難所付近の駐車場が不足していた点と、海岸線付近の道路では渋滞が発生してしまった点であった。
| 順位 | ハリケーン             | 年     | 上陸時の風速 |
| ---- | ---------------------- | ------ | ------------ |
| 1    | オーティス（Otis）     | 2023年 | 時速 270 km  |
| 2    | パトリシア（Patricia） | 2015年 | 時速 240 km  |
| 3    | マドリン（Madeline）   | 1976年 | 時速 230 km  |
| 3    | イニキ（Iniki）        | 1992年 | 時速 230 km  |
| 5    | 無名                   | 1957年 | 時速 220 km  |
| 5    | 無名（"Mexico"）       | 1959年 | 時速 220 km  |
| 5    | ケナ（Kenna）          | 2002年 | 時速 220 km  |
| 5    | リディア（Lidia）      | 2023年 | 時速 220 km  |
| 9    | オリビア（Olivia）     | 1967年 | 時速 205 km  |
| 9    | ティコ（Tico）         | 1983年 | 時速 205 km  |
| 9    | レーン（Lane）         | 2006年 | 時速 205 km  |
| 9    | オディール（Odile）    | 2014年 | 時速 205 km  |

## 上陸時
ハワイ州に大きな経済被害をもたらしたハリケーン・イニキだが、その被害額は当時レートで18億ドル、2004年のレートに換算すると26億ドルにもなる。
最も被害が大きかったのはカウアイ島で、嵐により千単位の家屋が破壊され、島の広い範囲では停電も発生した。また、それだけでなくオアフ島もかなりの被害を受けた。このハリケーンによる犠牲者の数は6名であった。
このハリケーンはホノルルの中部太平洋ハリケーンセンターにかなり近い地域を直撃した。この年に同様にアメリカ国立気象局管轄の、2ヶ月単位でハリケーンの監視を行える施設を襲ったものとして、ハリケーン・アンドリュー(Hurricane Andrew)や台風オマール(Typhoon Omar)が挙げられる。
| 順位 | ハリケーン            | 年     | 被害額 (2020 USD) |
| ---- | --------------------- | ------ | ----------------- |
| 1    | マヌエル（Manuel）    | 2013年 | $54.9億           |
| 2    | ポール（Paul）        | 1982年 | $49.3億           |
| 3    | イニキ（Iniki）       | 1992年 | $39.1億           |
| 4    | ベアトリズ（Beatriz） | 1993年 | $35.9億           |
| 5    | 無名（"Mexico"）      | 1959年 | $29.3億           |
| 6    | オディール（Odile）   | 2014年 | $15.7億           |
| 7    | オクターブ（Octave）  | 1983年 | $15.7億           |
| 8    | アガサ（Agatha）      | 2010年 | $15.4億           |
| 9    | アレッタ（Aletta）    | 1982年 | $14.4億           |
| 10   | ノーマン（Norman）    | 1978年 | $14億             |

### カウアイ島の状況
ハリケーン・イニキはカウアイ島の南部から同島に上陸、島全体が危険にさらされることとなった。上陸当初、島の周辺では平均で1.4メートルから1.8メートル程度の波が発生していたが、沿岸の一部地域ではこのときから既に5.5メートルの波を観測していた。その後、更に波の勢いが強くなり、高さが10.5メートルにも達する波が南の海岸付近の家屋を破壊し、その破片は海岸から250メートル以上離れた場所でも発見された。高波による被害が拡大した理由として、予想以上にイニキの進行が速かったことと、それまで降雨に関しては警戒するほどの数値は観測されていなかったことが挙げられている。

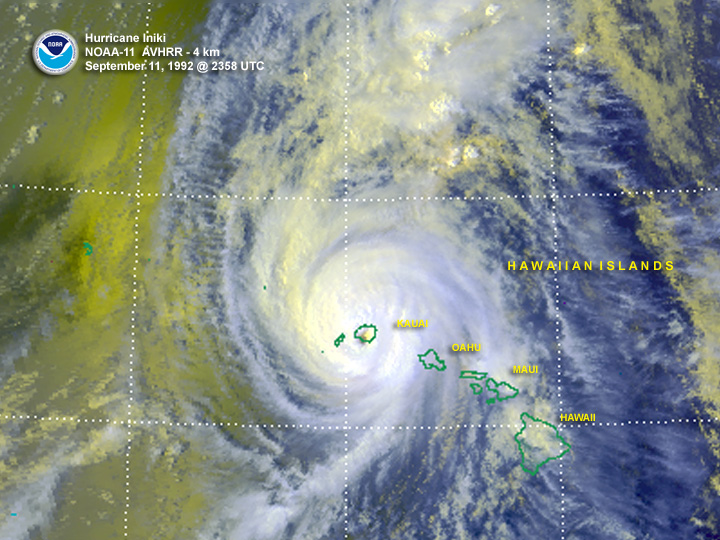
カウアイ島に上陸したハリケーン・イニキ

イニキは昼間に上陸し、多くのカウアイ島住民が被害を記録する目的で映像を撮影している。後にこれらは1時間のビデオドキュメンタリーとしてまとめられた。

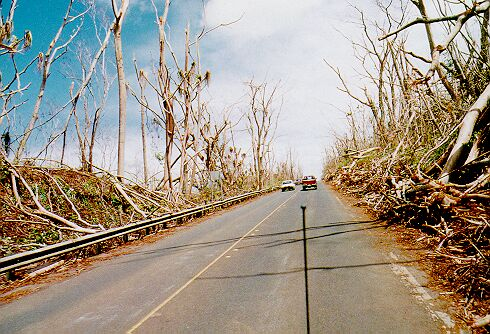
強風によりなぎ倒された木

イニキの強風はカウアイ島に大きな被害をもたらした。1,421戸の家屋が全壊、うち63戸は高潮や高波により跡形も無いほどに破壊されていた。半壊した家屋は5,152戸、軽微の損傷を受けた家屋は7,178戸であった。南部の海岸線付近ではホテルやマンションなどへの被害も報告されている。一部の建物はすぐに復旧したが、中には復旧に数年を要した建物もあった。エルヴィス・プレスリーの作品ブルー・ハワイ(Blue Hawaii)で有名なホテル、ココパームリゾート(Coco Palms Resort)はこのハリケーン以後、未だに営業を再開していない。 
島に破壊をもたらした嵐が過ぎ去った後には、家を失った7,000名もの人々があふれかえった。

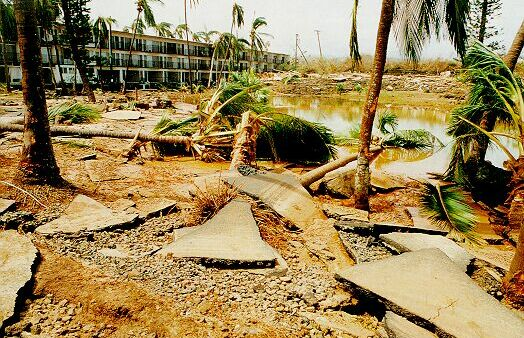
被害を受けた歩道と木

カテゴリー4という強力なイニキからの強風を受けて、島内の電力関連設備のうち、高圧線が26.5パーセント、配電施設が37パーセント、低圧配電線が35パーセント(距離換算:1,300キロメートル)の損傷をそれぞれ受けた。これにより島全体で長時間に渡り、電力供給やテレビ放送が停止した状態となった。電力会社が災害から4週間後までに復旧できた電力設備は全体の20パーセント程度に過ぎず、中には電力の復旧に3ヶ月以上も掛かった地域もあった。また、このハリケーンにより農業も影響を受けた。サトウキビについては、既にほとんどが収穫済みであったため被害を免れたが、バナナ農家やパパイア農家などでは収穫前の果実や木が強風の被害を受けている。
最も大きな人的被害が出たのもこのカウアイ島だった。島内のあるところでは、1軒の家屋が破壊されて中にいた住人の女性1人が死亡した。また、同島沖では、乗っていたボートが転覆して日本人2人が死亡した。事前の情報周知や準備がしっかりとされていたとするなら、死者の数は更に減らせたはずである。負傷者の数は100人以上。ただしこちらはハリケーン自体というよりは、その後の二次災害によるものが多かった。
このとき、著名な映画監督であるスティーヴン・スピルバーグが、たまたま映画ジュラシック・パークの撮影のためカウアイ島を訪れていた。 彼や出演者、スタッフなど総勢130名はイニキが通過するまでの間ホテルで待機せざるを得なかった。
島内の南東に位置するナウィリウィリ湾(Nawiliwli Bay)のアメリカ沿岸警備隊基地は、停泊していた25メートル級カッター(業務用小型船艇)が損害を受けるなど、激しい嵐にさらされていた。同警備隊はケネス・アームストロング(Kenneth Armstrong)指揮下で即座に人道支援部門を設立。被災地に薬品、食料、氷、資金などを供給するだけでなく、公共施設の応急修理なども行った。また、島外からガソリンや軽油などの燃料補給を受けるために港の修復も行い、それは多くの家庭で起こり始めていた自家発電機の燃料不足を解決するのに大きな助けとなった。後に国防総省から派遣された支援隊(通称:Operation Garden Sweep(庭掃除大作戦))は、仮設テント村の設置、インフラや道路の修復、医療支援などの活動を行った。

### オアフ島の状況
オアフ島ではイニキの通過時に平均で0.5メートルから0.9メートルの波が発生していた。同島の南西部に位置するバーバーズ岬(Barbers Point)から、同島の最西端カエナ岬(Kaena Point)にかけての範囲が特に影響を受けた。更にその中でも、両地点のほぼ中間に位置するワイアナエ地区の沿岸では大きな高潮、高波の被害が報告され、それは海岸付近に建つアパートメントの2階まで海水が押し寄せたほどであった。オアフ島内での、イニキによる物的被害は数百万ドルに及び、犠牲者の数は2名だった。

## 被災後

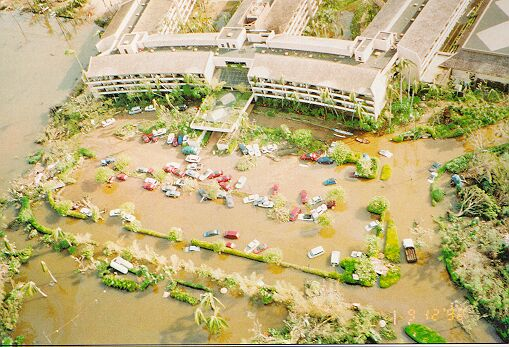
高潮による被害

嵐が過ぎ去ると、人々はカテゴリー4のハリケーンから生き延びたことを喜んだ。しかし、このときの彼らにはラジオ放送の停止などで情報が不足していたので、楽観的になることしかできなかったのだ。情報を全く入手できない状態は数日間続いた。各地で生還を祝うパーティが開かれたが、電力が停止していて冷蔵庫が使えなかったため、必然的に人々は腐りやすい生鮮食料品を大量に消費することとなった。結果、カウアイ島の食料品店には食料を買い求める人々が大勢押し寄せたのだった。また、このとき元ビートルズのジョージ・ハリスン(当時彼はカウアイ島の北部に住まいを構えていた)を含むハワイ在住のエンターティナーやホノルル交響楽団が、被災者のために無料コンサートを開いている。
イニキ被災後に略奪行為も発生したが、それは予想よりも小さなものだった。アメリカ陸軍工兵団の一団は数週間前にハリケーン・アンドリューの被災地での略奪行為の横行を目の当たりにしたばかりだったため、被災した直後のはずである島が平穏であったことに驚きを禁じえなかった。約6週間ほどで島の大部分の電力は復旧したが、学校はそれよりも早い2週間で復旧していた。資金面でも、カウアイ島民は政府や保険会社からの援助に希望を抱いていたが、6週間経ってもなかなか思った通りの支援は得られず、苛立ちだけが募った。島民たちのニーズを反映した、軍からの効果的な支援も模索されたが、正式に支援を要請するよりも早くその支援は到着したのだった。
この嵐は、被災してから3週間の間にアマチュア無線の有用性も証明した。アマチュア無線での呼びかけにより、近隣の島からだけでなく環太平洋地域の各地の島々からもボランティアがやってきた。彼らはその技術を使い、1週間の間リフエ町自治体の通信を支援した。それだけでなく、この地域のアマチュア無線家は、アメリカ赤十字社の支援がカウアイ島の避難所や島内全体に行き届くようするための支援も行った。
被災後、多くの保険会社がハワイから撤退した。この問題に対処すべく、当時州知事だったジョン・D・ワイヘエ3世(John D. Waihee III)は、無力なハワイ州民を救済するためのハリケーン救済基金を1993年に設立した。この基金はこれ以後のハリケーン被害の救済には使われず、保険会社が島に戻り始めていた2000年に停止された。
鶏小屋に強風が吹きつけ、逃げ出した鶏を必死で追いかける人の姿も見られたという。これがカウアイ島の野生の鶏を劇的に増大させる原因となった。

### イニキという名前の廃止
この出来事を受けてイニキ(Iniki)という名前は1993年に廃止となり、新たにイオラナ(Iolana)という名前がハリケーンの命名リストに加えられた。アメリカではハリケーンにつける名前はリストによってローテーション化されており、通常は一度使われた名前も再びローテーションに加えられる。しかし、このように特に大きな被害を出したハリケーンの名前はリストから排除し、後の時代でもそのハリケーンの名前を出せば「いつ、どこで、どんな被害を及ぼしたハリケーンだったのか」を容易に特定できるようにしている。現在までのところイオラナ(Iolana)と言う名前がハリケーンの名前として使用された例はなく、また中部太平洋地域におけるハリケーンの発生確率からして、今後数十年は使用されない確率が高い。